# Бадран Аш-Шагран
Бадран Мохаммед Аш-Шагран (араб. بدران الشقران; нар. 26 травня 1986, Ель-Кувейт, Кувейт) — йорданський футболіст та тренер, нападник. Виступав за національної збірної Йорданії.

## Клубна кар'єра
Бадран аш-Шагран розпочав займатися футболом у рідному місті в клубі «Ер-Рамта». У 1995 році разом з двома товаришами по олімпійській збірній Йорданії Аднаном Аш-Шебатом та Анбаром Мазіною перейшов у челнинський «КАМАЗ-Чалли». Аш-Шагран затримався в Росії на три роки і за цей час зіграв за «КАМАЗ» 24 матчі в чемпіонаті країни та 3 матчі в Кубку Інтертото.
Після повернення до Йорданії, Аш-Шаграном знову став виступати за «Ер-Рамта», але ще декілька разів ненадовго виїжджав за кордон — на рубежі 1990-х і 2000-х він грав за туніський «Сфаксьєн» і катарський «Аль-Вакром», у сезоні 2005/06 — за чемпіона Бахрейну «Аль-Мухаррак», а в сезоні 2008/09 років — за сирійську «Аль-Ватбу». Аш-Шагран залишається єдиним йорданським гравцем, який виступав за клуби трьох різних континентів — Азії, Європи та Африки. Останній рік своєї кар'єри він провів в іншому клубі зі свого рідного міста — «Іттіхад».

## Кар'єра в збірній
У першій половині 1990-х Бадран аш-Шагран викликався в олімпійську збірну Йорданії. У 1997 році він зіграв перший матч за головну збірну країни. У складі збірної аш-Шагран брав участь у фінальних турнірах Арабських ігор, Кубку арабських націй і чемпіонату Західної Азії. У 1999 році став чемпіоном та найкращим бомбардиром Пан-Арабських ігор з 8 голами.
У 2004 році став чвертьфіналістом Кубку Азії, зіграв на тому турнірі два матчі з чотирьох.
Всього Бадран Аш-Шагран зіграв за збірну 70 матчів та відзначився 21 голом, у деяких матчах виходив на поле з капітанською пов'язкою. ФІФА включає аш-Шаграна в число трьох найвідоміших футболістів збірної Йорданії в історії. 21 м'яч, забитий аш-Шаграном за збірну, залишився національним рекордом до 2012 року, коли його побив Хассан Абдель-Фаттах.
13 липня 2011 року було зіграно товариський матч між збірними Йорданії та Саудівської Аравії, який став прощальним матчем Бадран Аш-Шаграна. Зіграв перші 5 хвилин матчу, Бадран передав капітанську пов'язку своєму товаришу по команді Башару Бані Ясіну, а також футболку з №20 своєму молодшому товаришу по команді з «Аль-Рамти» Хамзи Аль-Дардуру та залишив поле.
У складі збірної учасник наступних турнірів:
- Кубку Азії 2004;
- Пан Арабські ігри 1997;
- Пан Арабські ігри 1999;
- Кубок арабських націй 1998;
- Кубок арабських націй 2002;
- Чемпіонат Федерації футболу Західної Азії 2000;
- Чемпіонат Федерації футболу Західної Азії 2002;
- Чемпіонат Федерації футболу Західної Азії 2004.

### Голи за збірну
| #  | Дата              | Місце                                                            | Суперник          | Рахунок | Результат | Змагання                                       | Пос. |
| -- | ----------------- | ---------------------------------------------------------------- | ----------------- | ------- | --------- | ---------------------------------------------- | ---- |
| 1  | 19 квітня 1997    | Шарджа, Шарджа, Об'єднані Арабські Емірати                       | Бахрейн           | 2–0     | 4–1       | кваліфікація чемпіонату світу 1998             |      |
| 2  | 23 липня 1998     | Бейрут                                                           | Ліван             |         | 2–0       | кваліфікація Кубку арабських націй 1998        |      |
| 3  | 22 червня 1999    | Принц Мохаммед бін Абулла Аль-Файсал, Ер-Ріяд, Саудівська Аравія | Саудівська Аравія |         | 1–2       | Товариський матч                               |      |
| 4  | 18 липня 1999     | Амман                                                            | Сирія             |         | 4–0       | Товариський матч                               |      |
| 5  | 18 липня 1999     | Амман                                                            | Сирія             |         | 4–0       | Товариський матч                               |      |
| 6  | 16 серпня 1999    | Міжнародний стадіон Амману, Амман, Йорданія                      | Катар             | 2–0     | 3–0       | Пан Американські ігри 1999                     |      |
| 7  | 23 серпня 1999    | Міжнародний стадіон Амману, Амман, Йорданія                      | Ліван             | 1–3     | 1–3       | Пан Американські ігри 1999                     |      |
| 8  | 25 серпня 1999    | Міжнародний стадіон Амману, Амман, Йорданія                      | Ірак              | 2–1     | 2–1       | Пан Американські ігри 1999                     |      |
| 10 | 29 серпня 1999    | Міжнародний стадіон Амману, Амман, Йорданія                      | Палестина         | 1–0     | 4–1       | Пан Американські ігри 1999                     |      |
| 11 | 29 серпня 1999    | Міжнародний стадіон Амману, Амман, Йорданія                      | Палестина         | 3–0     | 4–1       | Пан Американські ігри 1999                     |      |
| 12 | 29 серпня 1999    | Міжнародний стадіон Амману, Амман, Йорданія                      | Палестина         | 4–0     | 4–1       | Пан Американські ігри 1999                     |      |
| 13 | 31 серпня 1999    | Міжнародний стадіон Амману, Амман, Йорданія                      | Ірак              | 2–0     | 4–4       | Пан Американські ігри 1999                     |      |
| 14 | 31 серпня 1999    | Міжнародний стадіон Амману, Амман, Йорданія                      | Ірак              | 4–0     | 4–4       | Пан Американські ігри 1999                     |      |
| 15 | 6 квітня 2000     | Доха                                                             | Пакистан          | 1–0     | 5–0       | кваліфікація кубку Азії 2000                   |      |
| 16 | 23 травня 2000    | Король Абдулла II, Амман, Йорданія                               | Киргизстан        | 1–0     | 2–0       | Чемпіонат Федерації футболу Західної Азії 2000 |      |
| 17 | 16 січня 2001     | Фарота, Гоа, Індія                                               | Гонконг           |         | 2–0       | Товариський матч                               |      |
| 18 | 28 січня 2001     | Ез-Зарка                                                         | Північна Корея    |         | 1–0       | Товариський матч                               |      |
| 19 | 27 квітня 2001    | Пахтакор, Ташкент, Узбекистан                                    | Узбекистан        |         | 2–2       | кваліфікація чемпіонату світу 2002             |      |
| 20 | 3 травня 2001     | Амман                                                            | Тайвань           |         | 6–0       | кваліфікація чемпіонату світу 2002             |      |
| 21 | 13 лютого 2002    | Національний стадіон, Мальта                                     | Литва             |         | 3–0       | Товариський матч                               |      |
| 22 | 26 вересня 2003   | Аль-Гассан, Ірбід, Йорданія                                      | Іран              |         | 3–2       | кваліфікація Кубку Азії 2004                   |      |
| 23 | 12 листопада 2003 | Бейрут                                                           | Ліван             |         | 2–0       | кваліфікація Кубку Азії 2004                   |      |
| 24 | 18 лютого 2004    | Амман                                                            | Лаос              |         | 5–0       | кваліфікація чемпіонату світу 2006             |      |
| 25 | 25 червня 2004    | Тегеран                                                          | Ірак              |         | 3–1       | Чемпіонат Федерації футболу Західної Азії 2004 |      |
| 26 | 25 червня 2004    | Тегеран                                                          | Ірак              |         | 3–1       | Чемпіонат Федерації футболу Західної Азії 2004 |      |
| 27 | 21 серпня 2004    | Амман                                                            | Ліван             |         | 2–2       | Товариський матч                               |      |
| 28 | 13 жовтня 2004    | В'єнтьян                                                         | Лаос              |         | 3–2       | кваліфікація чемпіонату світу 2006             |      |
| 29 | 13 жовтня 2004    | В'єнтьян                                                         | Лаос              |         | 3–2       | кваліфікація чемпіонату світу 2006             |      |
| 30 | 22 лютого 2006    | Амман                                                            | Пакистан          |         | 3–0       | кваліфікація кубку Азії 2007                   |      |

## Титули і досягнення
- Переможець Панарабських ігор: 1999